# ميكروديكتيون
ميكروديكتيون (بالإنجليزية: Microdictyon)‏ هو كائن منقرض يشبه الديدان المدرعة وينتمي إلى البانارثروبودا، يتميز بصفائح صليبة شبكية الشكل، وعُثر عليه في طفلة ماوتيانشان التي تعود إلى العصر الكمبري المبكر في مقاطعة يونان بالصين وأجزاء أخرى من العالم. يُعتبر ميكروديكتيون جزءًا من التصنيف غير المحدد لوبوبوديا، والذي يضم عدة كائنات غريبة أخرى شبيهة بالديدان ذات أرجل، مثل هالوسيجينيا وأونيكوديكتيون وكارديوديكتيون ولوليشانيا وباوسيبوديا. كما عُثر على الصفائح المعزولة لـ ميكروديكتيون في رواسب أخرى تعود إلى الكمبري السفلي. ويبدو أن هذه الصفائح قد مرت بعملية انسلاخ؛ حيث تم حفظ إحدى الصفائح خلال الانسلاخ الجلدي.
ميكروديكتيون سينكوم (تشين، هو، ولو، 1989) هو النوع النموذجي. يتميز هذا الكائن الشبيه بالديدان بعشر أزواج من الصفائح الصلبة (ولا توجد أدلة قوية على كونها عيونًا أو هياكل شبيهة بالعيون) موزعة على الجانبين، وتتطابق مع زوج من الأقدام الشبيهة بالمجسات في الأسفل. بينما يكون الرأس والمؤخرة أنبوبيي الشكل وخاليين من أي ملامح مميزة.

## تركيب الأنواع
النوع النموذجي: ميكروديكتيون إفوسوم (بنجتسون، ماثيوز، وميزارشيفسكي، 1981)؛ العصر الكمبري السفلي، مرحلة أتبانيان، كازاخستان؛ مراحل أتبانيان وبوتوميان، روسيا (المنصة السيبيرية) وإنجلترا؛ العصر الكامبري السفلي، السويد.
إضافةً إلى النوع النموذجي، هناك 13 نوعًا:
ميكروديكتيون أنوس (تونغ، 1989)، العصر الكامبري السفلي، المرحلة العليا من ميشوكانيان (= مرحلة أتبانيان)، الصين (شنشي).
ميكروديكتيون شينينس (هاو وشو، 1987)، العصر الكامبري السفلي، مرحلة تشيونغتشوسي (= أتبانيان العليا - بوتوميان السفلى)، الصين (شنشي)؛ مرحلة أتبانيان إلى بوتوميان، المنصة السيبيرية.
ميكروديكتيون كونيم (ووتي وسوندبرغ، 2017)، العصر الكامبري السفلي، مرحلة مونتيزومان، الولايات المتحدة.
ميكروديكتيون ديبرسوم (بنجتسون، 1990)، العصر الكامبري السفلي، مرحلة أتبانيان إلى بوتوميان، جنوب أستراليا.
ميكروديكتيون فوتشينغينس (لي و زو، 2001)، العصر الكامبري السفلي، المرحلة العليا من ميشوكانيان (= أتبانيان)، الصين (شنشي).
ميكروديكتيون جينشاينس (تشانغ وألدرج، 2007)، العصر الكامبري السفلي، مرحلة تشيونغتشوسي (= أتبانيان العليا - بوتوميان السفلى)، الصين (شنشي).
ميكروديكتيون مونتيزوماينس (ووتي وسوندبرغ، 2017)، العصر الكامبري السفلي، مرحلة مونتيزومان، الولايات المتحدة.
ميكروديكتيون رومبويـدالي (بنجتسون، ماثيوز، وميزارشيفسكي، 1986)، العصر الكامبري السفلي، الأجزاء العليا من مرحلة أتبانيان، كازاخستان؛ مرحلة أتبانيان، كندا، الولايات المتحدة (M. cf. rhomboidale).
ميكروديكتيون روبيسوني (بنجتسون، ماثيوز، وميزارشيفسكي، 1986)، العصر الكامبري الأوسط، مرحلة أمجان، الولايات المتحدة؛
ميكروديكتيون روزانوف (ديميدينكو، 2006)، العصر الكامبري السفلي، مرحلة تويونين، المنصة السيبيرية.
ميكروديكتيون سينكوم (تشن، هو، ولو، 1989)، العصر الكامبري السفلي، المرحلة العليا من ميشوكانيان (= أتبانيان)، الصين (يونان).
ميكروديكتيون سفيرويدس (هينز، 1987)، العصر الكامبري السفلي، مرحلة أتبانيان، بريطانيا العظمى.
ميكروديكتيون تينويبوراتوم (بنجتسون، ماثيوز، وميزارشيفسكي، 1986)، العصر الكامبري السفلي، مرحلة أتبانيان، المنصة السيبيرية.
يمكن الاطلاع على صورة عبر الرابط: https://web.archive.org/web/20030730043530/http://paws.wcu.edu/dperlmutr/earlyfauna.html.
---
يُستخدم الاسم ميكروديكتيون أيضًا للإشارة إلى جنس من الطحالب الخضراء.